# U字工事のSORRY SORRY
U字工事のSORRY SORRY（ユーじこうじのソーリーソーリー）は、RADiO BERRY（エフエム栃木）で金曜日に放送しているラジオ番組。スタジオB-HILLSからの生放送。
エフエム栃木開局30周年記念番組。U字工事にとって初のラジオでの冠レギュラー番組である。
番組タイトルの由来はU字工事のギャグフレーズ「ごめんね、ごめんね～!」より。

## パーソナリティ
- U字工事（益子卓郎・福田薫）
  - 2024年8月は当番組限定で｢吹きおろし おいかぜ・むかいかぜ｣（益子→むかいかぜ、福田→おいかぜ）に改名。後述のコーナー名もU字工事の部分は変更された
- 井出文恵

## 主なコーナー
今週あった、あんなコトこんなコト（午後3時台前半）
放送日までの一週間の間に起こった出来事について語るコーナー。
U字工事名曲劇場（午後3時台後半）
音楽に疎いとされるU字工事がテーマに合わせたミュージシャンを頑張って語るコーナー
お試しコーナー!みなさんの小さなお悩みを、前向きなダジャレで返しまSHOW!（午後4時台前半）
リスナーから送られたお悩みメールに対して真面目にアドバイスを送り、最後に福田のダジャレで締めるコーナー。不定期実施。
目指せ大河ドラマ!Ｕ字工事名作劇場!（午後4時台後半）
毎回出されるドラマの名場面を再現してもらうコーナー。
結構なお手前で･･･（午後5時台前半）
井出がトレーニングの先生に扮してU字工事にトレーニングを教えるコーナー。
日本列島横断!秘密のケンミン ウルトラクイズ（午後5時台後半）
栃木県以外の46都道府県に関するクイズコーナー。
ザ・ベストショット!（午後6時台）
U字工事のスマホで撮った写真の中から今週のベストショットを決めるコーナー。

## 番組内でのエピソード
- 2024年
  - 8月2日のメッセージテーマは『この夏8月限定！Ｕ字工事の新しいコンビ名を考えよう！！！』とされ、当日のリスナーからの投稿の中から｢吹きおろし おいかぜ・むかいかぜ｣（益子→むかいかぜ、福田→おいかぜ）が採用され、8月9日放送からの当番組限定のコンビ名とされ、番組も『吹きおろし おいかぜ・むかいかぜのSORRY SORRY』として放送[1][2]。
  - 8月16日 台風接近予報のためU字工事はリモート出演とされた[3]。